# 12897 Bougeret
12897 Bougeret è un asteroide della fascia principale. Scoperto nel 1998, presenta un'orbita caratterizzata da un semiasse maggiore pari a 2,2173942 UA e da un'eccentricità di 0,0881097, inclinata di 3,97720° rispetto all'eclittica.